# Shin Won-sik
Đây là một tên người Triều Tiên, họ là Shin.
Shin Won-sik (tiếng Triều Tiên: 신원식, sinh ngày 24 tháng 7 năm 1958) là một trung tướng lục quân Hàn Quốc và cựu Phó Chủ tịch Hội đồng Tham mưu trưởng Liên quân. Ông hiện giữ chức Bộ trưởng Bộ Quốc phòng trong nội các của Tổng thống Yoon Suk-yeol, kể từ ngày 7 tháng 10 năm 2023.